# Planeta Sheen
Planet Sheen (Planeta sheen, no Brasil e em Portugal) é uma série de televisão americana em animação gráfica produzida em Nickelodeon Animation Studios junto com Omation Animation Studios. É o spin off da série The  Adventures of Jimmy Neutron: Boy Genius. Foi criada por John A. Davis, Keith Alcorn e Steve Oedekerk. A série estreou na Nickelodeon em 2 de outubro de 2010 (junto com "T.U.F.F. Puppy") nos Estados Unidos e teve sua estreia em 6 de junho de 2011 no Brasil.        
A Série Também Já  Foi Transmistida pela Rede Bandeirantes Mais Conhecida como Band Sua Estreia Na Programação Da Band Foi Em 2015 

## Enredo
Levado acidentalmente para o espaço, caindo em um curioso planeta chamado Zeenu, Sheen Estévez, enquanto espera sua nave ser consertada para retornar à Terra, passa por muitas situações hilárias ao lado dos seres Zeenuianos. Contudo, ao cair neste mundo, Sheen destruiu a casa de Dorkus, um terrível vilão que está disposto a fazer de tudo para capturar o novo forasteiro.

## Elenco

### Dubladores Originais
- Jeffrey Garcia - Sheen Estévez
- Bob Joles - Nesmith
- Rob Paulsen - Doppy
- Soleil Moon Frye - Aseefa
- Jeff Bennett - Dorkus/Bobb
- Thomas Lennon - Pinter
- Candi Milo - Princesa OomLaa
- Fred Tatasciore - Emperor/Chock Chock

### Dubladores Brasileiros
- Andreas Avancini - Sheen Estévez
- Christiano Torreão - Nesmith
- Felipe Drummond - Doppy
- Sylvia Salustti Aseefa
- Mauro Ramos - Imperador
- Luiz Carlos Persy - Dorkus
- Alexandre Moreno - Pinter